# M. Horváth József

M. Horváth József (1945. február 2. – Eger, 1999. szeptember 23.) Jászai Mari-díjas magyar színész, a Gárdonyi Géza Színház Örökös Tagja.

## Életpályája
Színészi pályáját 1968-ban Kecskeméten kezdte. 1973-tól a Békés Megyei Jókai Színház szerződtette. 1975-től ismét a kecskeméti Katona József Színházban szerepelt. 1986-tól egy évadot a debreceni Csokonai Színházban töltött. 1987-től haláláig az egri Gárdonyi Géza Színház művésze volt. 2007-ben, posztumusz kapta meg az egri színház társulatának örökös tagságát. 1994-ben Jászai Mari-díj-at kapott. Vendégként játszott a Budapesti Kamaraszínházban is.

## Fontosabb színházi szerepei
- Molière: Úrhatnám polgár... Jourdain úr, polgár; Filozófiatanár
- Molière: Botcsinálta doktor... Rigó Dávid, kádármester
- Carlo Goldoni: Chioggiai csetepaté... Toffolo; Fortunato, halászmester
- Carlo Gozzi: Turandot... Altum
- Pierre-Augustin Caron de Beaumarchais: Figaro házassága... Bartolo, sevillai orvos
- Alexandre Dumas: A kaméliás hölgy... Varville báró
- Arisztophanész: A nők ünnepe... Mnesilochos, Euripides rokona
- Plautus: Amphitruo, vagy amit szabad Jupiternek...
- Alekszandr Nyikolajevics Osztrovszkij: Tehetségek és tisztelők... Martin Prokofjics Narokov
- Nyikolaj Vasziljevics Gogol: A revizor... Ivan Alekszandrovics Hlesztakov
- Ilf és Petrov: Heves érzelem... Lifsic, Nata első férje
- Vlagyimir Vlagyimirovics Majakovszkij: Vörös menyegző... Priszipkin, régebben munkás, jelenleg vőlegény
- Valentyin Petrovics Katajev: Bolond vasárnap... Oszkár Zürcsev, anyagbeszerző
- Friedrich Schiller: Haramiák... Dániel, gróf Moor inasa
- Jaroslav Hašek - Bodrogi Gyula - Aldobolyi Nagy György: Svejk a hátországban... Svejk
- Sławomir Mrożek: A pulyka... Herceg
- Arthur Miller: Két hétfő emléke... Tom
- Georges Feydeau: Osztrigás Mici... Petypon, orvostanár
- Brandon Thomas: Charley nénje... Lord Frank Babberley, oxfordi diák
- Csokonai Vitéz Mihály: Az özvegy Karnyóné s két szeleburdiak... Karnyó, egy kalmár
- Szigligeti Ede: Liliomfi... Gyuri, pincér
- Csiky Gergely: Mukányi... Cziprián Mór, ügyvéd
- Csiky Gergely: Ingyenélők... Tulipánné
- Jókai Mór: Thália szekerén... Anischil
- Katona József: Bánk bán... Tiborc, paraszt
- Katona József: Ziska vagyis a husziták első pártütése Csehországban... Jakab pap
- Nóti Károly: Nyitott ablak... Novotny
- Bródy Sándor: A medikus... Arrak, egykori szabó, János atyja
- Bródy Sándor: A tanítónő... Kántor
- Molnár Ferenc: Liliom... Hugó
- Szép Ernő: Vőlegény... Papa
- Barta Lajos: Szerelem... Szalay, nyugalmazott kataszteri mérnök
- Remenyik Zsigmond: Az atyai ház... Józsi
- Szomory Dezső: Hagyd a nagypapát!... Nagypapa
- Fejes Endre: Az angyalarcú... Szakállas
- Weöres Sándor: A holdbeli csónakos... Bolond Istók
- Örkény István Tóték... A postás; Cipriáni professzor
- Gyurkó László: Faustus doktor boldogságos pokoljárása... szereplő
- Hernádi Gyula - Jancsó Miklós: Jöjj délre, cimborám!... szereplő
- Gyurkovics Tibor - Aldobolyi Nagy György: Kutyakomédia... Úristen
- Sultz Sándor: És a hősök hazatérnek... Halmos György, a szomszéd
- Ördögh Szilveszter: Kapuk Thébában... Második testőr
- Eörsi István: Sírkő és kakaó... Özvegy Toronyné, öregasszony
- Görgey Gábor: Bulvár... Matuska Ödön, slágerszerző
- Csepreghy Ferenc: Sztrogoff Mihály utazása Moszkvától Irkuczkig... Vaszili, Kongo, Kormányos, Kocsis
- Károlyi Gáspár - Bodansky György - Vándorfi László: Jézus Krisztus, az embernek fia... Péter
- Miguel de Cervantes - Dale Wasserman - Mitch Leigh - Joe Darion:  La Mancha lovagja... Az inkvizíció századosa
- Jean Anouilh: Becket, vagy Isten becsülete... Második Angol Báró
- Schönthan testvérek - Kellér Dezső - Szenes Iván: A szabin nők elrablása... Rettegi Fridolin, színigazgató
- Urbán Gyula: Minden egér szereti a sajtot... Zakariás, a papagáj
- Kálmán Imre: Csárdáskirálynő... Miska
- Huszka Jenő: Mária főhadnagy... Zwickli Tóbiás
- Huszka Jenő: Lili bárónő... Báró Malomszeghy
- Hervé: Nebáncsvirág... Loriot őrmester
- Zerkovitz Béla - Szilágyi László: Csókos asszony... Kubanek, hentes
- Szalkay András: Pikkó hertzeg és Jutka Perzsi... Gömbötz, tatár khám
- Stanisław Tym: A hajó... Kancsal
- Nyikolaj Robertovics Erdman: A mandátum... Agafangel, katonából lett inas
- Paul Burkhard: Tűzijáték... Gusztáv, nagybácsi
- Fernand Crommelynck: A csodaszarvas... Estrugo
- Terrence McNally: A görkorcsolyapálya... Ben (Dino apja, Mrs. Silverman, Philomena nővér)
- John Arden: Gyöngyélet... Tanácsi ember a Lakáshivataltól
- Joe Orton: Csak mint otthon, Mr. Sloane... Kemp

## Filmek, tv
- Az én légióm (1989)